# Уир, Нэнси
Нэнси Уир (англ. Nancy Weir; 13 июля 1915, Мельбурн — 14 октября 2008, Брисбен) — австралийская пианистка и музыкальный педагог.

## Биография
Нэнси Уир родилась в 1915 году в семье владельца отеля. Дебютировала с Мельбурнским симфоническим оркестром под управлением Фрица Харта в возрасте 13 лет, исполнив Третий концерт Людвига ван Бетховена, после чего для Уир по подписке была собрана стипендия для обучения в Европе. В 1930—1933 годах училась в Берлине сперва у Эдвина Фишера, а затем у Артура Шнабеля. В 1933 году, вслед за эмиграцией Шнабеля, переселилась в Лондон, где в течение трёх лет продолжала учёбу в Королевской академии музыки у Харолда Крэкстона. Сольная и ансамблевая карьера Уир была прервана Второй мировой войной, в ходе которой она, пользуясь хорошо усвоенным в годы обучения в Германии немецким языком, работала в британской разведке в подразделениях, занимавшихся радиоперехватом. По окончании войны продолжала жить и концертировать в Великобритании до 1954 года, когда вернулась в Австралию.
С 1955 года преподавала в Мельбурнской консерватории, в 1956 году выступала на церемонии открытия Мельбурнской Олимпиады. В 1958 году гастролировала в Китае. В 1966—1980 годах преподавала в Квинслендской консерватории, где среди её учеников был, в частности, Пирс Лэйн. В 1994 году была удостоена степени почётного доктора Университета Гриффита, в состав которого теперь входит Квинслендская консерватория.